# Gare de Belsele
La gare de Belsele (station Belsele en néerlandais) est une halte ferroviaire belge de la ligne 59 de Gand-Dampoort à Anvers-Berchem située à Belsele, section de la ville belge de Saint-Nicolas située en Région flamande dans la province de Flandre-Orientale.
C'est une halte voyageurs de la Société nationale des chemins de fer belges (SNCB) desservie par des trains InterCity et Suburbains (S34 et S53).

## Situation ferroviaire
La gare de Belsele est située au point kilométrique (PK) 27,1 de la ligne 59, de Gand-Dampoort à Anvers-Berchem, entre les gares ouvertes de Sinay et de Saint-Nicolas.

## Histoire
La « gare de Belcele (Nord) » est mise en service le 1er mai 1899 par l'Administration des chemins de fer de l’État belge. Il s'agit d'un simple point d'arrêt administré depuis la gare de Mille-Pommes.
Elle était appelée « Belcele (Nord) » pour la différencier d'une autre gare de Belcele située sur la ligne 56 ; elle est renommée « Belsele (Noord) » en 1938.
La gare de Belsele (Noord) ferme le 2 juin 1957. Entre Saint-Nicolas et Gand-Dampoort ne subsiste alors que la gare de Lokeren (ainsi que celle d’Oostakker à partir de 1970).
Le 3 juin 1973, plusieurs gares, dont celle de Belsele, rouvrent aux voyageurs à l'occasion de l'électrification de la ligne 59 entre Saint-Nicolas et Gand.
L'autre gare de Belsele étant fermée depuis longtemps, le point d'arrêt de la ligne 59 prit le simple nom de « Belsele ».
De tout temps, Belsele est resté un point d'arrêt sans personnel.

## Service des voyageurs

### Accueil
Halte SNCB, c'est un point d'arrêt non géré (PANG) à accès libre. Elle est équipée d'un automate pour l'achat de titres de transport. La traversée des voies et le passage d'un quai à l'autre s'effectuent par le passage à niveau routier.

### Desserte
Belsele est desservie par des trains InterCity et Suburbains (S34 et S53), de la SNCB (voir brochure SNCB).
En semaine, Belsele possède deux dessertes cadencées à l'heure : des trains IC-26 circulant sur le trajet Courtrai - Tournai - Ath - Enghien - Bruxelles-Midi - Termonde - Lokeren - Saint-Nicolas et des trains S34 entre Anvers-Central et Lokeren ; certains étant prolongés jusque Termonde).
Les week-ends et fériés, la desserte se limite à des trains S53 de Gand-Saint-Pierre à Anvers-Central.

### Intermodalité
Un parc pour les vélos et un parking pour les véhicules y sont aménagés.

## Comptage voyageurs
Ce graphique et tableau montre le nombre de voyageurs embarquant en moyenne durant la semaine, le samedi et le dimanche.
| Nombre de passagers qui embarquent à la gare de Belsele | Nombre de passagers qui embarquent à la gare de Belsele | Nombre de passagers qui embarquent à la gare de Belsele | Nombre de passagers qui embarquent à la gare de Belsele |
|                                                         | Semaine                                                 | Samedi                                                  | Dimanche                                                |
| ------------------------------------------------------- | ------------------------------------------------------- | ------------------------------------------------------- | ------------------------------------------------------- |
| 1977                                                    | 207                                                     | 33                                                      | 46                                                      |
| 1978                                                    | 174                                                     | 33                                                      | 19                                                      |
| 1979                                                    | 178                                                     | 32                                                      | 16                                                      |
| 1980                                                    | 149                                                     | 24                                                      | 11                                                      |
| 1981                                                    | 219                                                     | 36                                                      | 36                                                      |
| 1982                                                    | 216                                                     | 35                                                      | 20                                                      |
| 1983                                                    | 259                                                     | 27                                                      | 20                                                      |
| 1984                                                    | 172                                                     | 57                                                      | 41                                                      |
| 1985                                                    | 234                                                     | 57                                                      | 63                                                      |
| 1986                                                    | 230                                                     | 107                                                     | 43                                                      |
| 1987                                                    | 192                                                     | 43                                                      | 40                                                      |
| 1988                                                    | 212                                                     | 37                                                      | 37                                                      |
| 1989                                                    | 226                                                     | 28                                                      | 19                                                      |
| 1990                                                    | 224                                                     | 56                                                      | 56                                                      |
| 1991                                                    | 200                                                     | 41                                                      | 36                                                      |
| 1992                                                    | 204                                                     | 34                                                      | 31                                                      |
| 1993                                                    | 192                                                     | 43                                                      | 24                                                      |
| 1994                                                    | 190                                                     | 43                                                      | 26                                                      |
| 1995                                                    | 159                                                     | 32                                                      | 11                                                      |
| 1996                                                    | 176                                                     | 36                                                      | 38                                                      |
| 1997                                                    | 173                                                     | 50                                                      | 42                                                      |
| 1998                                                    | 177                                                     | 35                                                      | 22                                                      |
| 1999                                                    | 183                                                     | 38                                                      | 17                                                      |
| 2000                                                    | 174                                                     | 36                                                      | 36                                                      |
| 2001                                                    | 188                                                     | 32                                                      | 26                                                      |
| 2002                                                    | 160                                                     | 34                                                      | 28                                                      |
| 2003                                                    | 165                                                     | 40                                                      | 35                                                      |
| 2004                                                    | 205                                                     | 60                                                      | 54                                                      |
| 2005                                                    | 163                                                     | 34                                                      | 34                                                      |
| 2006                                                    | 169                                                     | 34                                                      | 36                                                      |
| 2007                                                    | 177                                                     | 20                                                      | 26                                                      |
| 2008                                                    | -                                                       | -                                                       | -                                                       |
| 2009                                                    | 225                                                     | 39                                                      | 69                                                      |
| 2010                                                    | -                                                       | -                                                       | -                                                       |
| 2011                                                    | -                                                       | -                                                       | -                                                       |
| 2012                                                    | 261                                                     | 78                                                      | 109                                                     |
| 2013                                                    | 226                                                     | 45                                                      | 76                                                      |
| 2014                                                    | 246                                                     | 76                                                      | 65                                                      |
| 2015                                                    | 233                                                     | 63                                                      | 56                                                      |
| 2016                                                    | 213                                                     | 76                                                      | 51                                                      |
| 2017                                                    | 268                                                     | 68                                                      | 70                                                      |
| 2018                                                    | 311                                                     | 51                                                      | 62                                                      |
| 2019                                                    | 431                                                     | 51                                                      | 41                                                      |
| 2020                                                    | 168                                                     | 55                                                      | 33                                                      |
| 2021                                                    | -                                                       | -                                                       | -                                                       |
| 2022                                                    | 334                                                     | 70                                                      | 77                                                      |
| 2023                                                    | 277                                                     | 90                                                      | 98                                                      |
| 2024                                                    | 275                                                     | 138                                                     | 147                                                     |